# Four Square Mile
Foxfield statisztikai település az USA Colorado államában, Arapahoe megyében. Lakosainak száma 22 872 fő (2020. április 1.).

## Népesség
A település népességének változása:

| 2020 | 22 872 |